# Joel Edwards

a Compétitions nationales et continentales officielles uniquement.

Joel Edwards, né le 17 juillet 1988 à Cessnock (Australie), est un joueur de rugby à XIII australien évoluant au poste de deuxième ligne ou de troisième ligne. Il commence sa carrière en National Rugby League aux Knights de Newcastle en 2010, il rejoint ensuite en 2013 les Raiders de Canberra puis en 2016 les Wests Tigers. Après avoir disputé plus de cent matchs en NRL, il tente une expérience à l'étranger en signant pour Limoux dans le Championnat de France

## Palmarès
- Collectif
  - Finaliste du Championnat de France : 2018 (Limoux).
  - Finaliste de la Coupe de France : 2018 (Limoux).

### En club

#### Statistiques
| Saison | Club              | Compétition           | Matchs | Points | Essais | Goals | Drops |
| ------ | ----------------- | --------------------- | ------ | ------ | ------ | ----- | ----- |
| 2010   | Newcastle Knights | National Rugby League | 4      | 0      | 0      | 0     | 0     |
| 2011   | Newcastle Knights | National Rugby League | 22     | 0      | 0      | 0     | 0     |
| 2012   | Newcastle Knights | National Rugby League | 19     | 0      | 0      | 0     | 0     |
| 2013   | Canberra Raiders  | National Rugby League | 23     | 12     | 3      | 0     | 0     |
| 2014   | Canberra Raiders  | National Rugby League | 20     | 0      | 0      | 0     | 0     |
| 2015   | Canberra Raiders  | National Rugby League | 0      | 0      | 0      | 0     | 0     |
| 2016   | Wests Tigers      | National Rugby League | 8      | 0      | 0      | 0     | 0     |
| 2017   | Wests Tigers      | National Rugby League | 12     | 4      | 1      | 0     |       |
| 2018   | Limoux            | Championnat de France | 0      | 0      | 0      | 0     | 0     |
| Total  | Total             | Total                 | 108    | 16     | 4      | 0     | 0     |